# Air Arabia Jordan
Air Arabia Jordan (ursprünglich Petra Airlines) war eine jordanische Billigfluggesellschaft mit Sitz in Amman und Basis auf dem Queen Alia International Airport. Sie war eine Tochtergesellschaft der Air Arabia. Sie hat den Flugbetrieb Anfang April 2018 eingestellt.

## Geschichte
Air Arabia Jordan wurde 2005 als Petra Airlines gegründet und nahm den Flugbetrieb 2010 als Charterfluggesellschaft mit einem Airbus A320-200 auf. Im Januar 2015 übernahm Air Arabia 49 % der Petra Airlines, der Name wurde daraufhin in Air Arabia Jordan geändert, die neu mit zwei A320-200 reguläre Linienflüge als Billigfluggesellschaft in Nordafrika und Europa aufnehmen soll. Petra Airlines war für Air Arabia interessant, da Jordanien mit der Europäischen Union ein Open-Skies-Abkommen besitzt.

## Flotte
Mit Stand Juli 2016 bestand die Flotte aus zwei Flugzeugen mit einem Durchschnittsalter von 9,5 Jahren:
| Flugzeugtyp     | Anzahl | bestellt | Anmerkungen                                                 |
| --------------- | ------ | -------- | ----------------------------------------------------------- |
| Airbus A320-200 | 2      |          |                                                             |
| Airbus A220-100 |        | 2        | + 2 Optionen auf Airbus A220-300; Auslieferung vsl. ab 2019 |
| Gesamt          | 2      | 2        |                                                             |

## Zwischenfälle

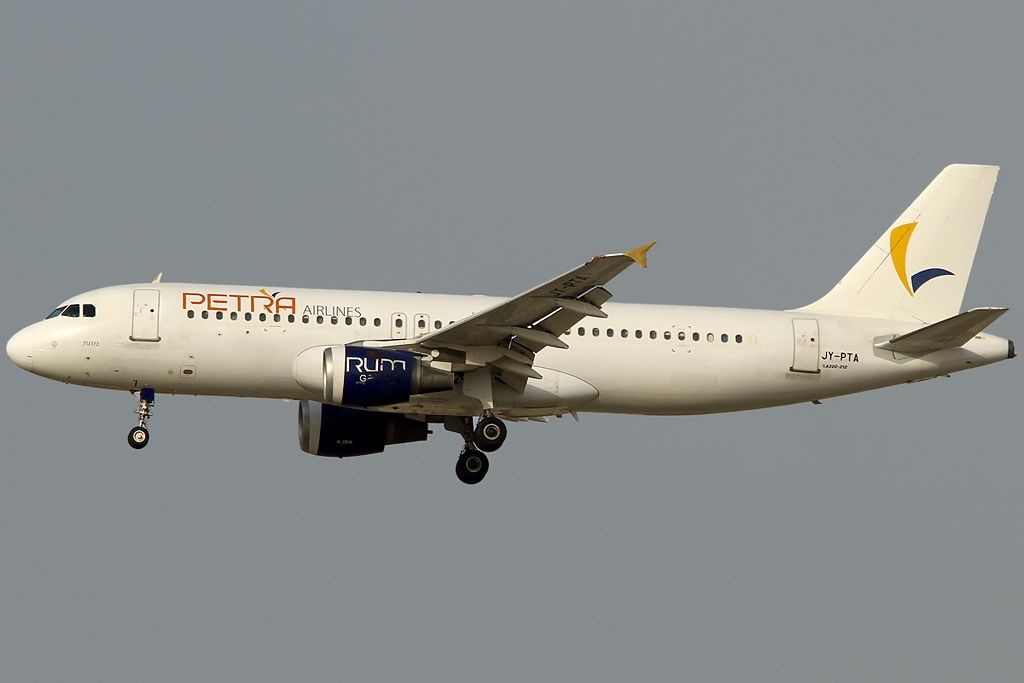
Der bei dem Zwischenfall beschädigte Airbus A320-200 (JY-PTA)

Die Air Arabia Jordan verzeichnete in ihrer Geschichte keine Zwischenfälle mit Todesopfern, aber ein Flugzeug musste abgeschrieben werden:
- Am 3. Juli 2013 wurde bei einem Zwischenfall am Flughafen von Tripoli ein Airbus A320-200  (Kennzeichen JY-PTA) durch die Explosion einer Sauerstoffflasche so schwer beschädigt, dass das Flugzeug abgeschrieben werden musste. Bei dem Zwischenfall wurde ein Mechaniker verletzt.[7]